# Silvia Grandjean
Pour les articles homonymes, voir Grandjean.
Silvia Grandjean, née le 27 avril 1934 à Neuchâtel, est une patineuse artistique suisse.

## Biographie

### Carrière sportive
Silvia Grandjean remporte en couple avec Michel Grandjean les Championnats d'Europe de patinage artistique 1954 et obtient la médaille d'argent des Championnats du monde de patinage artistique 1954.

### Reconversion
Elle devient patineuse professionnelle en 1954.

## Palmarès
| Compétition             | 1951 | 1952 | 1953 | 1954 |
| Jeux olympiques d'hiver |      | 7e   |      |      |
| Championnats du monde   | 7e   | 6e   | 4e   | 2e   |
| Championnats d’Europe   | 4e   | 4e   |      | 1re  |
| Championnats de Suisse  |      | 1re  | 1re  | 1re  |